# Berthelinia caribbea
Berthelinia caribbea is een slakkensoort uit de familie van de Juliidae. De wetenschappelijke naam van de soort is voor het eerst geldig gepubliceerd in 1963 door Edmunds.